# 大崎公園 (逗子市)
大崎公園（おおさきこうえん）は、神奈川県逗子市小坪にある逗子市立の都市公園（近隣公園）である。

## 概要
相模湾に突き出た岬の尾根にあり、江の島・富士山・相模湾の海岸線などを望む事が出来る。
近隣の披露山公園と共に、「関東の富士見百景」及び「かながわの公園50選」に選定されている。

## 設備
- あずまや
- トイレ(利用可能時間は9時から16時30分まで)
- ベンチ

## 交通
- 京浜急行バス「披露山入口」下車徒歩約20分[5]。
- 披露山公園駐車場(利用可能時間は8時30分から16時30分)から徒歩約10分[6]。なお、大崎公園の手前にある「披露山庭園住宅」は、一般車進入不可となっている。

## ギャラリー

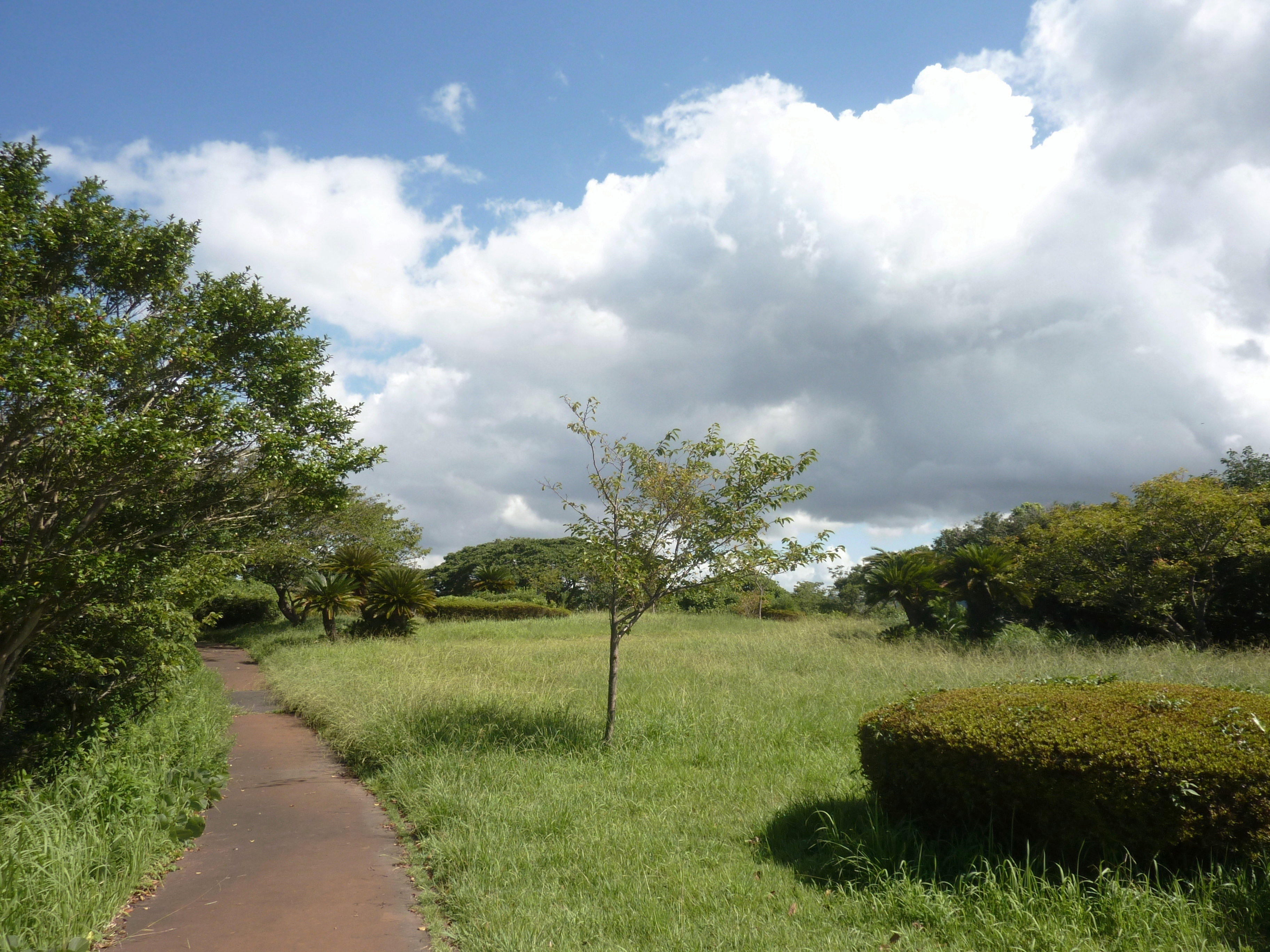
広場
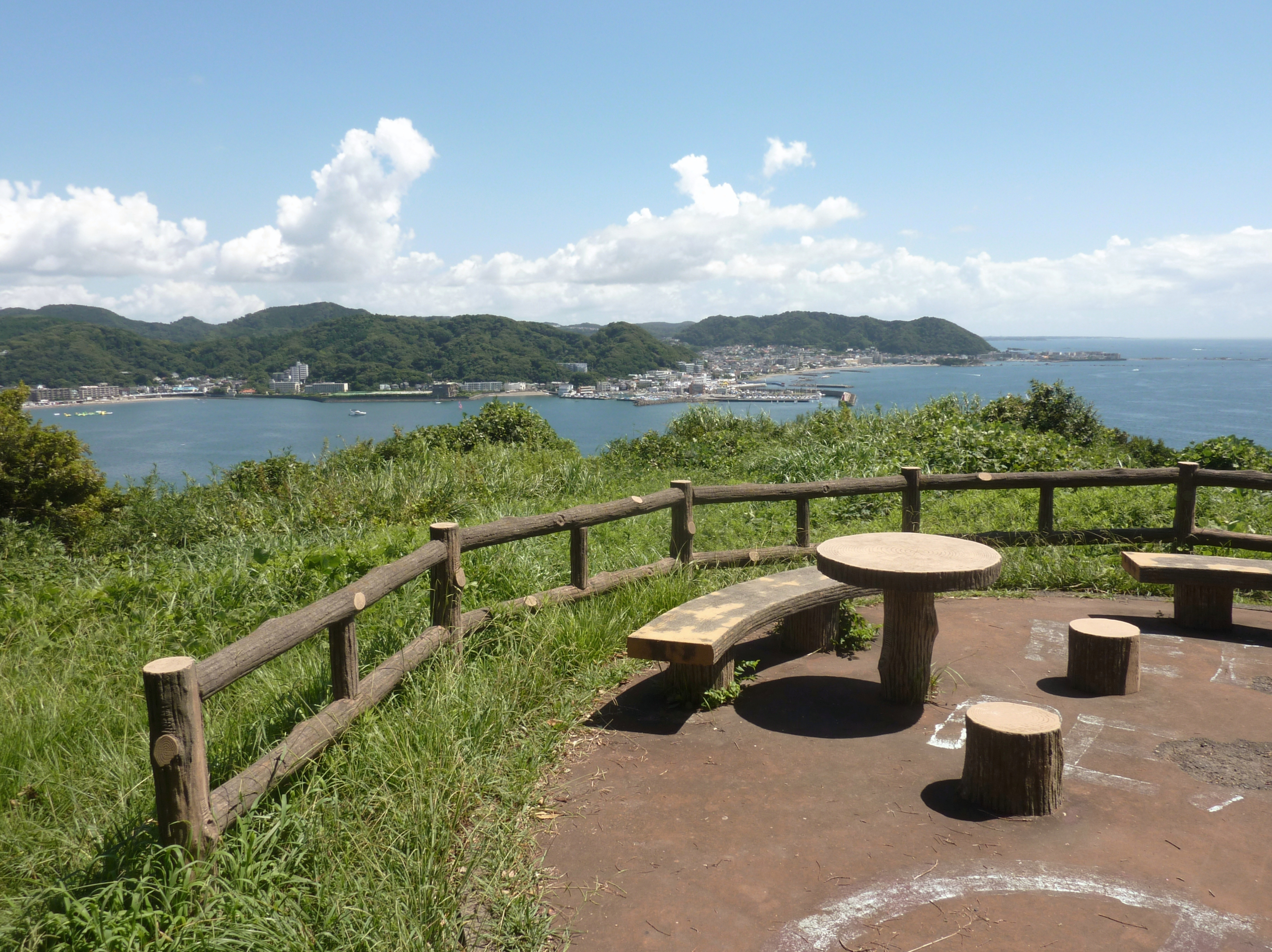
葉山町方面
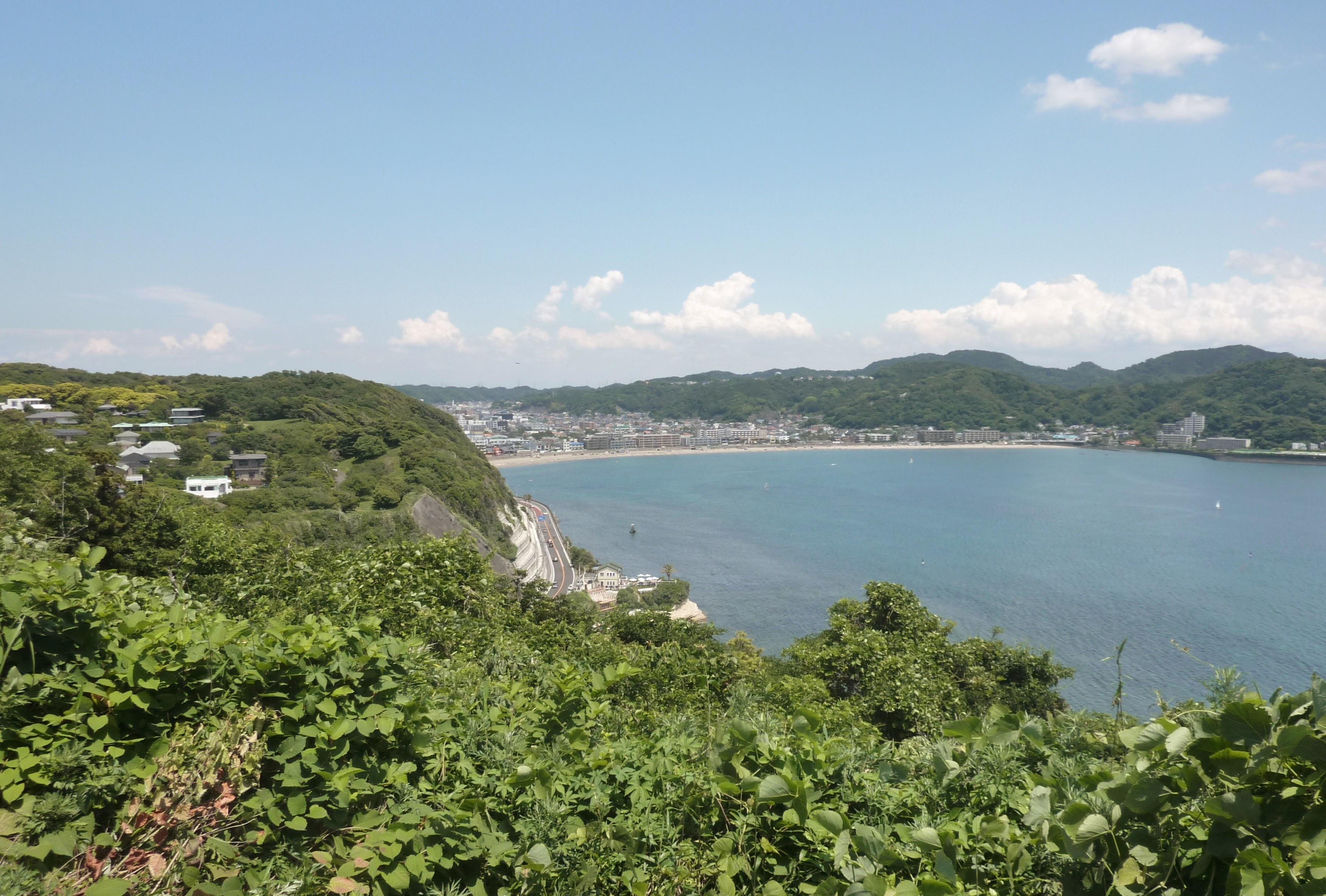
逗子海岸方面
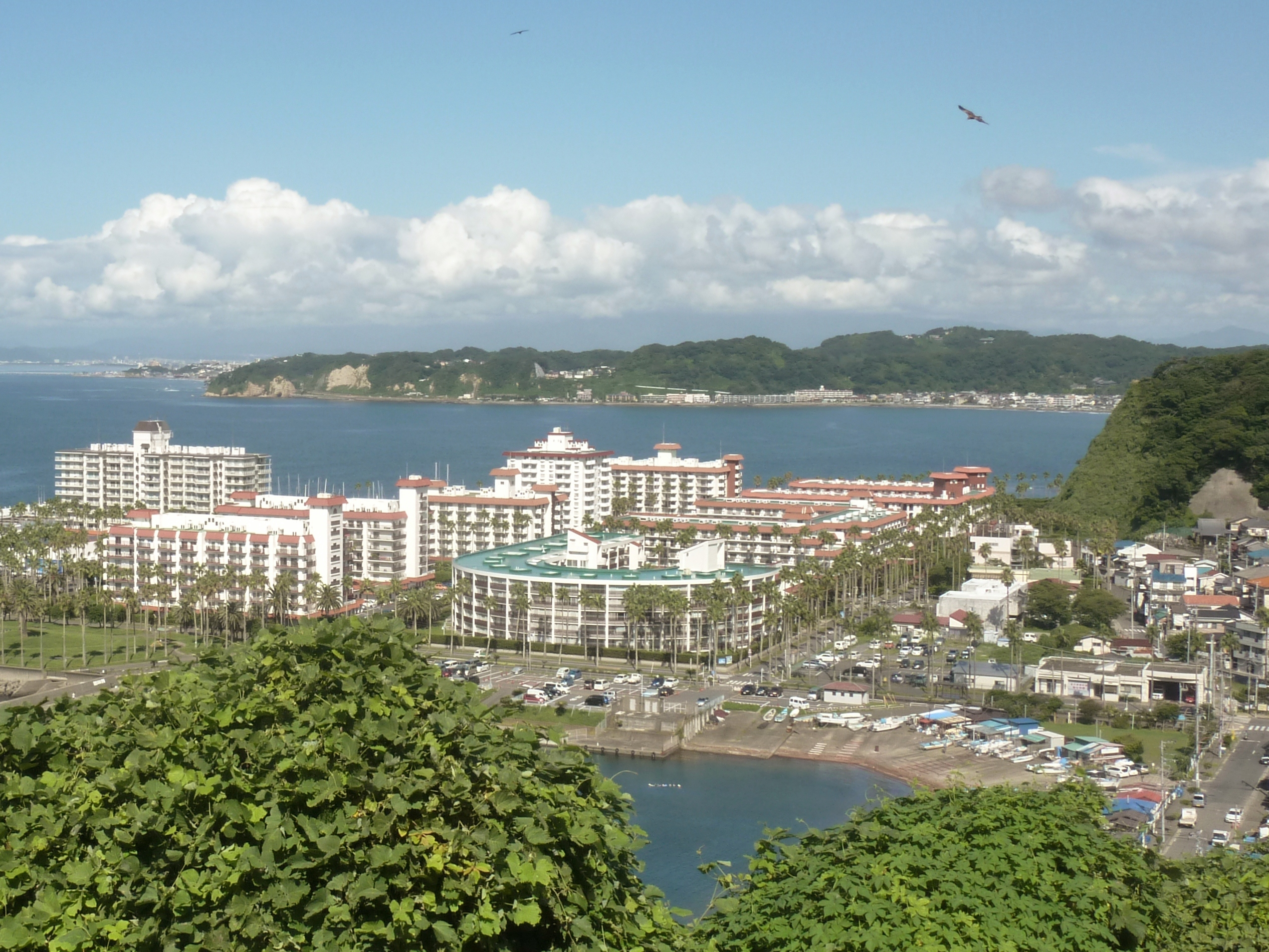
小坪漁港と逗子マリーナ
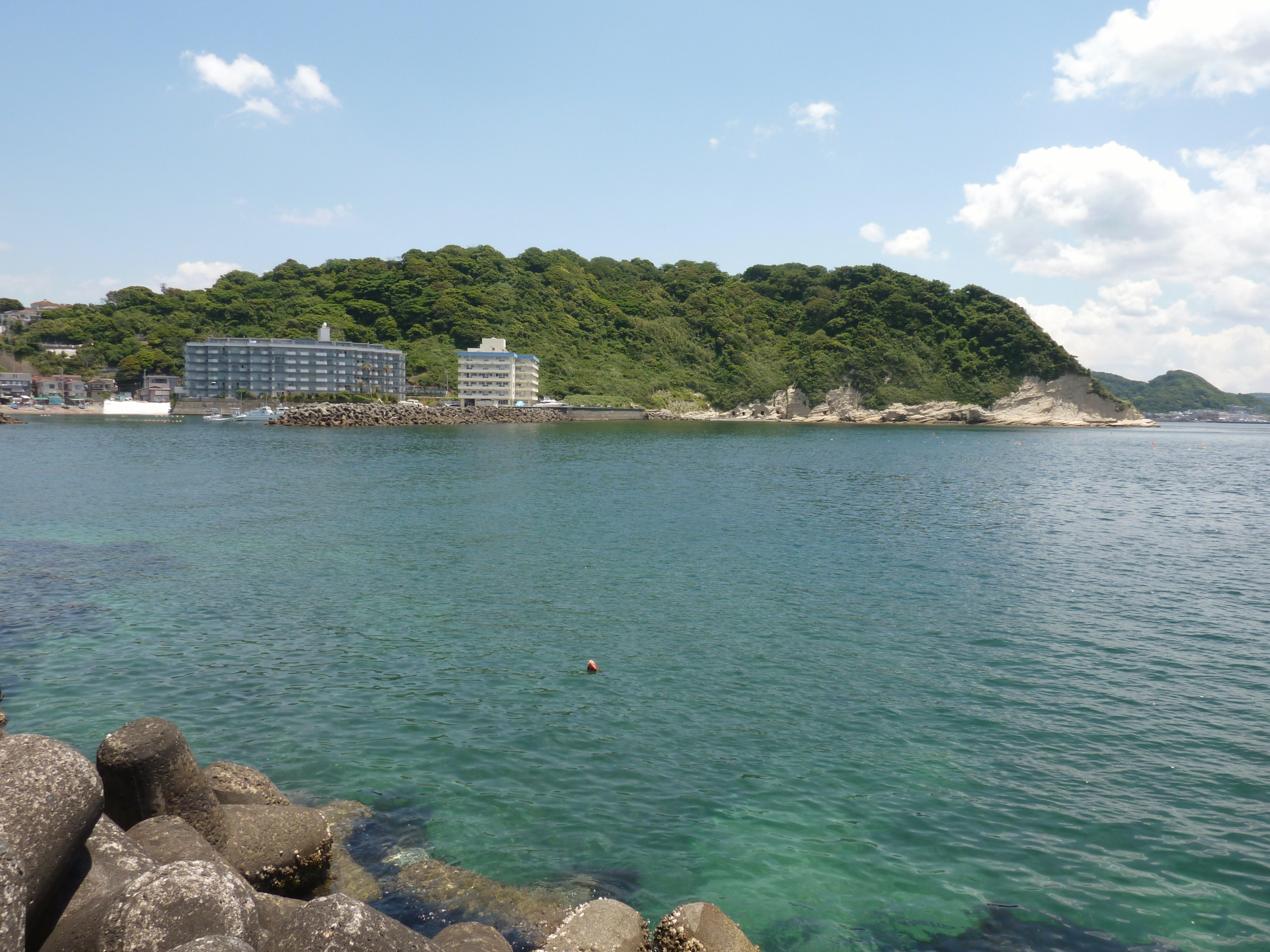
逗子マリーナから見た大崎